# Кулишево
Кулишево (укр. Кулішеве) — село,
Петриковский поселковый совет,
Петриковский район,
Днепропетровская область,
Украина.
До 2016 года село носило название Жовтневое .
Код КОАТУУ — 1223755101. Население по переписи 2001 года составляло 73 человека .

## Географическое положение
Село Кулишево находится на расстоянии в 3 км от пгт Петриковка и села Малая Петриковка.
По селу протекает пересыхающий ручей с запрудой.